# Chiesa di San Lorenzo Martire (Livorno Ferraris)
La chiesa di San Lorenzo Martire è la parrocchiale di Livorno Ferraris, in provincia ed arcidiocesi di Vercelli; fa parte del vicariato di Santhià.

## Storia
Nella bolla papale del 1º giugno 1186 si legge che papa Innocenzo III confermò la giurisdizione dell'arcidiocesi di Vercelli sulla primitiva pieve di Livorno, allora nota come Plebem Liburni e dedicata a sant'Emiliano. 
Qualche anno dopo, il 12 maggio 1207, sempre papa Innocenzo III affidò la cura d'anime livornese ad un prevosto e a tre chierici della chiesa prepositurale di Castel Verres.

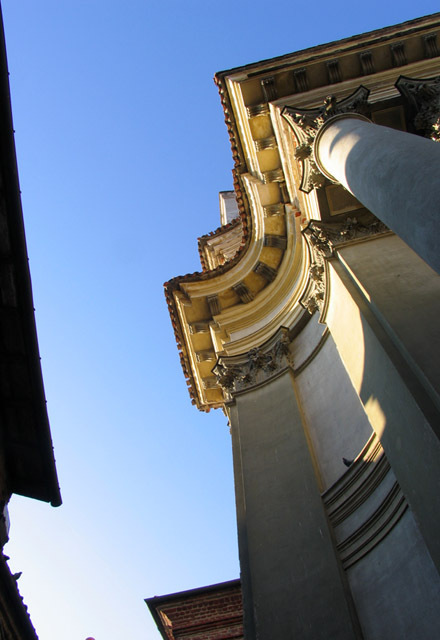
Dettaglio della parte sinistra della facciata

 Alla fine del XIII secolo la pieve, che era di dimensioni non molto grandi e che aveva la facciata rivolta a ponente, risultava già dedicata a san Lorenzo.
Nel 1314, in seguito ai danni riportati durante gli scontri tra i Tizzoni e gli Avogadro, la chiesa dovette essere ristrutturata; in quel periodo la pieve livornese aveva come filiali le chiese di Borgo d'Ale, Desana e Saluggia.
Il 18 aprile 1474 papa Sisto IV eresse la diocesi di Casale Monferrato e contestualmente le aggregò la parrocchia di Livorno.
Nel 1694 cominciarono i lavori di ricostruzione della nuova chiesa, voluti dall'allora parroco don Gian Francesco Chiocaro; non furono ultimati a causa della mancanza di fondi.
Nel 1728 si decise di realizzare una nuova pieve e il progetto fu affidato a Giuseppe Castelli; l'attuale parrocchiale, la cui costruzione venne finanziata dalle Compagnie Religiose, dai fedeli e da Gian Carlo e Ignazio Perucca della Rocchetta, fu completata sotto la direzione di Filippo Castelli e consacrata il 9 agosto 1778 dal vescovo di Casale Monferrato Giuseppe Luigi Avogadro.
Il 1º giugno 1803, con la soppressione della diocesi di Casale Monferrato, la chiesa passò alla diocesi di Alessandria, per poi essere riaggregata il 23 gennaio 1805 all'arcidiocesi di Vercelli.
Nel 1806 il collegio di canonici che aveva sede presso la pieve venne soppresso e i suoi bene furono in parte trasferiti al Capitolo d'Ivrea.
Nel 1963 fu rifatta parte del pavimento, mentre nel 2017 la chiesa venne restaurata.

## Descrizione

### Esterno
La chiesa, la cui facciata è rivolta a oriente, sorge in piazza Galileo Ferraris, rispetto alla quale sorge in una posizione sopraelevata di sei gradini.
La facciata è preceduta dal pronao tetrastilo; le quattro colonne, poste su basamenti lapidei e aventi capitelli corinzi, sorreggono il timpano dentellato, caratterizzato da modanature e da ornamenti in stucco. Il portale presenta un timpano e sopra di esso s'apre una finestra.

### Interno
L'interno è ad un'unica navata con cappelle laterali e volta a botte. Opere di pregio qui conservate sono le pale dipinte da Giorgio Alberini nel 1823, da Bernardino Galliari verso il 1776 e da Giorgio Alberini intorno al 1620, i reliquiri di San Clemente e di San Lorenzo e il crocifisso ligneo risalente al XVI secolo.